# Sežana
Sežana là một khu tự quản (tiếng Slovenia: občine, số ít – občina) trong vùng Obalno-kraška của Slovenia. Sežana có diện tích 217.4 km2, dân số là theo điều tra ngày 31 tháng 3 năm 2002 là 11842 người. Thủ phủ khu tự quản Sežana đóng tại Sežana.